# Aetios (eunuch)
Aetios of Aetius (Oudgrieks Ἀέτιος) was een officiële Byzantijnse eunuch-ambtenaar en een van de meest vertrouwde adviseurs van de Byzantijnse keizerin Irene van Byzantium (regeerde 797-802). Nadat Irene na 797 de enige heerser over het Byzantijnse Rijk was geworden, ontwikkelde Aetios een intense rivaliteit met zijn collega-minister en eunuch, de eerste minister Staurakios. Na de dood van Staurakios werd Aetios de leidende man in de staat. Hij plotte om de keizerlijke troon aan zijn broer, Leo te doen toevallen, maar verloor zijn macht toen Irene in 802 werd afgezet.

## Biografie

### Vroege jaren en rivaliteit met Staurakios
Aetios verschijnt voor het eerst in 790 op het toneel. In dat jaar was hij een protospatharios en een vertrouweling van Irene, op dat moment de Byzantijnse keizerin-moeder en de regentes voor haar nog jonge zoon, keizer Constantijn VI (regeerde 780-797). In de herfst van dat jaar probeerde Irene haar zoon op een zijspoor te zetten en zelf de volledige heerschappij over het Byzantijnse Rijk over te nemen. Dit veroorzaakte echter een muiterij door het leger dat achter de jonge keizer stond. Constantijn werd nu als alleenheerser geïnstalleerd; Irene kreeg huisarrest in een paleis in Constantinopel, en haar eunuch-ambtenaren, waaronder Aetios, werden in ballingschap gestuurd.
Toen Irene in 792 in haar macht als medeheerser werd hersteld, werden Aetios en de andere eunuchen uit hun ballingsoorden teruggeroepen en kregen zij hun posities terug. In augustus 797 slaagden Irene en haar machtige minister, de eunuch Staurakios, er in om Constantijn buiten spel te zetten, te verblinden (en mogelijk ook te doden). Zij concentreerden het bestuur van de staat in eigen hand. De ooms van de afgezette keizer, de overlevende jongere zonen van keizer Constantijn V (regeerde 741-775), die in het verleden betrokken geweest bij complotten tegen Irene, waren echter nog steeds een potentiële bedreiging. Ze werden door sympathisanten overgehaald om hun toevlucht in de kathedraal van Hagia Sophia te zoeken, waar de bevolking van de hoofdstad voor hen zou komen betogen en een van hen tot keizer zou uitroepen. Dergelijke steun kwam er echter niet; in plaats daarvan slaagde Aetios er in om hun overgave uit te onderhandelen. De ooms werden verbannen naar Athene, de geboortestad van Irene.
Irene verdeelde nu haar gunsten tussen Staurakios, haar oude gevestigde eerste minister, en Aetios. Dit begon een periode van intense rivaliteit tussen de twee mannen en hun respectievelijke achterbannen; zij probeerden uit alle macht hun verwanten in machtsposities benoemd te krijgen, om zich zo na de uiteindelijke dood van Irene een goed uitgangspositie te verwerven om de controle over het Byzantijnse Rijk aan zich te kunnen trekken. Deze competitie begon in 797/798. en intensiveerde in mei 799, toen Irene ernstig ziek werd. Aetios, die de steun van Niketas Triphyllios, de commandant van de Scholai, had verkregen, beschuldigde Staurakios in aanwezigheid van de keizerin van het beramen van een plot om zich de troon toe te eigenen. Irene riep hierop een raad bijeen in het paleis van Hieria, waar zij haar favoriete minister streng berispte. Staurakios kwam er echter vanaf met een verontschuldiging.
Staurakios begon nu steekpenningen uit te delen aan de mannen en de lagere officieren van de Scholai en de Exkoubitores-regimenten om zo hun steun voor een eventuele coup te winnen. Aetios stapte opnieuw naar Irene, die in februari 800 iedereen in het leger verbood om nog contact met Staurakios te hebben. In combinatie met de benoeming van Aetios zelf in de machtige functie van strategos van het Anatolische thema, herstelde dit een precair evenwicht tussen de twee kampen. Kort daarna werd Staurakios ernstig ziek, maar desondanks bleef hij zijn complotten tegen Aetios voortzetten. Kort nadat hij een opstand in Cappadocië was begonnen, overleed Stauriakios in juni 800.

### Suprematie en val van Aetios
De opstand van Staurakios werd snel en wreed neergeslagen. Na de dood van zijn rivaal stond Aetios nu op het toppunt van zijn macht. Hij volgde Staurakios waarschijnlijk op als logothetes tou dromou, terwijl hij daarnaast zijn controle over zijn Anatolische thema hield en daarboven op nog het bevel kreeg over het Opsiciaanse Thema. In 800 behaalde hij een overwinning tegen de Arabieren, die in 801 echter gevolgd werd door een nederlaag. In 801/802 benoemde Aetios zijn broer Leo als monostrategos van de thema's van Thracië en Macedonië. 
Nu hij de legers controleerde die het dichtst bij Constantinopel gelegerd waren; legers die ongeveer een derde van de gehele strijdkrachten van het Byzantijnse Rijk uitmaakten, bevond hij zich in een goede positie om Leo keizer te maken. In de woorden van de kroniekschrijver Theophanes de Belijder, "regeerde hij aan [Irenes] zijde en trok hij de macht aan zich namens zijn broer". In 802 was Aetios instrumenteel in de afwijzing van een huwelijksaanbod van Karel de Grote, dat Irene klaarblijkelijk serieus had overwogen..
Aetios' plannen voor de verheffing van zijn broer tot keizer, liepen echter spaak door de oppositie van de andere hovelingen, die hem zijn invloed en de beledigende manier, waarmee Aetios' hen behandelde, kwalijk namen. De voornaamsten onder hen waren Nikephoros, Irenes minister van financiën (logothetes tou genikou), maar ook Niketas Triphyllios, Aetios voormalige bondgenoot, en Leo Sarantapechos, een familielid van de Byzantijnse keizerin. Uit angst voor een dreigende staatsgreep door Aetios, drongen de samenzweerders, in de ochtend van 31 oktober 802, het Grote Paleis binnen en riepen zij Nikephoros tot keizer uit. Irene werd afgezet en naar een klooster gestuurd.
Het is niet bekend wat er daarna van Aetios geworden is. Hij verloor waarschijnlijk zijn macht nadat Nikephoros de nieuwe keizer werd, maar hij kan de Patrikios Aetios zijn geweest, die samen met Nikephoros zelf, in de Slag bij Pliska tegen Bulgaren op 26 juli 811 werd gedood.

### Voetnoten
1. 1 2 3 4 5 6   Kazhdan, 1991, blz. 30.
2. ↑  Garland, 1999, blz. 82.
3. ↑   Garland, 1999, blz. 83.
4. ↑   Garland,1999, blz. 86-87.
5. ↑  Kazhdan, 1991, blz. 30, 1945.
6. 1 2 3   Garland, 1999, blz. 88.
7. 1 2   Treadgold, 1997, blz. 423
8. 1 2  Garland, 1999, blz. 89.
9. ↑  Treadgold, 1997, blz. 424.
10. ↑  Garland, 1999, blz. 89-90.